# دهستان کذاب
کذاب، دهستانی از توابع بخش خضرآباد شهرستان اشکذر در استان یزد ایران است.

## جمعیت
براساس سرشماری سال ۱۳۸۵ جمعیت آن ۲۲۵۰ نفر بوده‌است.